# Martín de Pertusa
Martín de Pertusa fue un jurista aragonés del siglo XV

## Biografía
Se cree que nació entre 1430 y 1440 en Pertusa. Entre 1456 y 1465 estudió en la Universidad de Bolonia, doctorándose tanto en derecho civil como en derecho canónico. A su vuelta al reino de Aragón ocupó diversos cargos jurídicos entre los que destaca el de zalmedina o principal juez de Zaragoza, residiendo en la parroquia de San Juan del Puente de la localidad. Se le atribuye la autoría de unas glosas a los Fueros y Observancias de 1476-1477, en lo que fue una de las primeras codificaciones del derecho foral aragonés.
Como cabeza de la justicia municipal se vio envuelto en 1485 en el escándalo del asesinato de Pedro Cerdán, señor de Sobradiel y jurado de Zaragoza, que fue asesinado por un alguacil del gobernador real. La posterior ejecución del alguacil real por la justicia municipal llevó a la detención de Martín y su ejecución como medida dirigida por el rey contra la ciudad de Zaragoza. Dicha ejecución, que ha llegado a ser tildada de terrorismo regio, formó parte de una serie de medidas que Fernando el Católico emprendió contra el patriciado municipal de la localidad para acabar con su poder político.